# خوروویتسه
خوروویتسه (به لهستانی:  Chorowice) یک روستا در لهستان است که در گمینا موگیلانه واقع شده‌است. خوروویتسه ۶۰۰ نفر جمعیت دارد.